# O Pioneiro
O Pioneiro é um monumento localizado no centro da cidade de Crissiumal feito de ferro e moldado manualmente a partir de sucatas pelo escultor Paulo de Siqueira em 1984, em homenagem ao pioneiro que povoou o município. Também é conhecido como Cavalo de Ferro e representa uma família chegando às novas terras na época da colonização e está localizado entre a Avenida Palmeiras e a Rua Vitório Dezorzi.